# 村岡温泉
村岡温泉（むらおかおんせん）は、兵庫県美方郡香美町にある温泉。国道9号沿いにあり、「日帰り温泉」として知られる。

## 概要
泉質は、単純温泉に分類され、低張性の弱アルカリ性である。村岡区を走る国道9号沿いに位置し、「日帰り温泉」として人気である。内部は大理石で塗装されている。

## 利用案内
- 利用料金 - 大人500円 小学生以上200円
- 駐車場 - 無料 60台完備
- 営業時間 - 午前10時00分から午後10時00分まで
- 休業日 - 無休
- 温泉温度 - 41.6℃

## アクセス・所在地
- 兵庫県美方郡香美町村岡区鹿田51

### 交通機関
- JR山陰本線八鹿駅から全但バス「秋岡・湯村温泉」行きに乗車し、「鹿田」下車。

### 車
交通機関は遠すぎるので、一般的に車で訪れた方が良い。
- 中国自動車道福崎ICから播但連絡道路和田山ICへ行き、国道312号から国道9号に乗る。
- 中国自動車道吉川JCTから舞鶴自動車道春日ICへ行き、国道9号に乗る。